# Tōsen-ji
Ne pas confondre avec le Tōzen-ji .
Le Narihira-san Tōsen-ji (業平山東泉寺) est un temple bouddhiste situé dans l'arrondissement spécial de Katsushika, à Tokyo, près de la maison Yamamoto et du parc de Mizumoto. Ce temple est renommé pour le Jizo lié  traité dans l' « affaire de la (statue de) Jizo liée » de Ōoka Tadasuke, célèbre juge d'Edo (Tokyo) durant l'époque d'Edo.

## Affaire du Jizo lié
Dans le cas du Jizo lié ou de la statue suspecte, Ōoka Tadasuke est appelé à découvrir le voleur d'une charretée de tissu d'un fabricant local de kimono. Ōoka demande qu'une statue de Jizo du Narihira-san Tōsen-ji, un temple à Tokyo, soit liée et apportée pour répondre du manquement à son devoir de garde. Lorsque la statue liée arrive dans la salle d'audience, le spectateurs éclatent de rire. Ōoka ordonne sévèrement que chaque spectateur soit puni d'une amende symbolique pour ces éclat. Il est ordonné à chacun de fournir un petit échantillon de tissu pour amende. Lorsque les spectateurs ont payé leurs amendes, le fabricant de kimono volé identifie la pièce de tissu à partir d'un spectateur comme identique à la toile volée. Le spectateur, qui est le voleur réel, est arrêté et Ōoka commande que la statue de Jizo soit libérée comme s'étant acquitté de son devoir. En 1925, la statue a été retirée du centre-ville de Tokyo vers un petit temple appelé Nanjo-en sur sa périphérie. La statue, qui est toujours debout, est enveloppée de cordes attachées par les victimes de voleurs. Toutefois, la statue est presque lisse en raison de plus de 200 ans de contrainte dans les liens.

## Source de la traduction
- (en) Cet article est partiellement ou en totalité issu de l’article de Wikipédia en anglais intitulé « Tōsen-ji » (voir la liste des auteurs).